# Antonio Aragón
Antonio Arraiz Jurado, conocido como Antonio Aragón o el Niño del Hospicio (Zaragoza, 15 de agosto de 1913-Caracas, 23 de marzo de 2005), fue un novillero, empresario, editor, locutor, comentarista esclusivo de la emisora Ecos del Torbes, en las narraciones de las corridas de toros de la feria internacional de San Sebastián, sumado a que fue el director de la revista Venezuela Taurina, además productor de radio y televisión y filántropo de las Granjas Infantiles del Táchira, un gran hispanovenezolano. 

## Biografía

### Su pase por la novillería
Huérfano de padre y madre, lo internaron en el Hospicio Provincial de Zaragoza, a la edad de 10 años. Estudió educación primaria hasta el 6.º grado, pasando a los 14 años de edad al taller de carpintería del hospicio. Con 12 años entró a formar parte de la Banda de Cornetas y Tambores del asilo, banda que tocaba en la Plaza de toros de Zaragoza. Viendo corridas de toros, decidió hacerse torero para ayudar a sus hermanitos huérfanos, iniciando las «escapadas del asilo para tomar parte en las capeas» que se celebran en los pueblos de España y adonde acudía viajando de «polizón» en los techos de los trenes, en las perreras, en los topes y sobre los fuelles que unían vagón con vagón. Estas «escapadas» determinaron que la dirección del Hospicio lo expulsara del mismo.
Debutó como «aspirante» en la Plaza de toros de Zaragoza el 24 de julio de 1934. Su triunfo fue enorme. Brindó la muerte de su toro a la Banda del Hospicio y entre grandes ovaciones, consiguió un éxito sensacional. Lo sacaron a hombros por las calles de Zaragoza hasta la casa donde se había vestido de torero con un traje alquilado, Sus triunfos fueron señalando un brillante camino, debutando en Madrid en la plaza Tetuán de las Victorias en 1933. Triunfó repetidas veces en plazas importantes, rompiendo su emocionante carrera la guerra civil española que estalló el 18 de julio de 1936. Terminada la contienda española en 1939, toreo algo, sobresaliendo su campaña de 1942 pero con muchos inconvenientes, por lo que decidió salir de España para actuar en la temporada de Venezuela de 1946-1947.
Llegó a Venezuela el 8 de diciembre de 1946, debutó en la ciudad de El Tigre en 1946 y en el Nuevo Circo de Caracas el 19 de enero de 1947, alternando en la corrida de los carteros con Carmelo Torres —quien debutaba en plazas venezolanas—. En el mes de julio debutó en la Plaza de toros de Santamaría de Bogotá, actuando dos domingos seguidos.

### Sus inicios en la radio
Don Antonio tenía una excelente voz y expresión oral que, aunado a un profundo conocimiento de la historia y técnica taurina, hizo que fuese invitado, poco después de su debut en Caracas, por el periodista Alejandro Arratia Oses a una entrevista en la emisora Radio Continente, junto con otros toreros que habían llegado de España, llamando la atención de los oyentes el apodo de «Niño del Hospicio» que usó desde su debut en Zaragoza. 
Una llamada telefónica a la misma, preguntó qué es lo que significaba eso del «Niño del Hospicio»; explicó brevemente su vida y el por qué de su apodo, creando en el estudio una emoción incontenible, hasta el extremo que Arratia Oses lo reclutó como su contraparte para programas sucesivos.
En la feria de San Agustín de Linares, España, el 28 de agosto de 1947 un toro de Miura —de nombre Islero— hirió de muerte al torero español Manolete. Con este suceso que conmovió al mundo, Radio Continente organizó un programa especial y lo invitaron para realizarlo. El programa tuvo tan buena acogida que se repitió al cumplirse el primer mes de la «tragedia de Linares».
El 15 de septiembre de 1947 apareció por Radio Continente el programa La porra taurina de Caracas y allí inició sus labores formales como comentarista taurino. El 8 de diciembre lanza al aire su llamado Arriba corazones, iniciando su campaña del «Juguete del niño huérfano» y apoyo directo de amor y dedicación a los niños huérfanos.
Sigue actuando en plazas venezolanas hasta el domingo 11 de enero de 1948 cuando se retira definitivamente del toreo.
La audiencia de sus programas alcanzaba sintonías tan altas que pasa a ser comentarista taurino exclusivo del circuito Coraven en Radio Caracas, Ondas Populares y cinco emisoras del interior del país. Toma el examen de locutor en 1949 logrando puntuación perfecta.

### Televisión y mundo taurino
En 1953 forma parte del equipo que funda Radio Caracas Televisión-Canal 7 y el sábado 21 de noviembre saca al aire su programa por televisión Fiesta brava. Es imagen permanente de RCTV hasta finales de la década de 1980.
Así mismo fue editor de la revista Venezuela Taurina, entre 1961 y 1981.

### Labor humanitaria, ancianos, huérfanos y granjas infantiles
Para 1950, Coraven lo nombra jefe de personal y transmite Del ruedo a la radio y Arriba corazones revistas radiales que estuvieron en el aire por más de 50 años.
En la campaña del juguete del niño huérfano adquiere características nacionales con sus viajes al interior llevando juguetes a hospitales, misiones indígenas de los ángeles del Tukuko Araguaimujo Macoitas y Guaraunos, asilos de ancianos, hospitales antituberculosos de El Algodonal, Luisa Cáceres de Arismendi y Las Adjuntas. Donde hay que necesidades allí llegaba Antonio Aragón. Sus campañas, transmisiones y programas llevan siempre un mensaje de amor y dan vida a otras organizaciones que también dedican sus labores en ayuda de seres necesitados.
En 1953 es miembro fundador la Asociación Venezolana de Comentaristas Taurinos de la que fue su presidente hasta finales de sus días. Los repartos de juguetes las noches del cinco de enero a la Clínica Nuestra Señora de Guadalupe —hoy Hospital San Juan de Dios— llaman la atención por acudir a la caravana de Reyes Magos en la que Antonio Aragón interpretaba al rey Baltazar, pintándose de negro.
Por último lo nombraron parte de juntas directivas en Puerto Ayacucho, Sierra Imataca y en Ciudad Guayana.
Desde 1991 y transmitiendo la Feria de San Cristóbal, quedó ciego tras repetidas operaciones, pero esto no fue inconveniente para que continuará presentando sus programas Arriba corazones y Rutas de fraternidad, mantenedores con su voz en el apoyo de empresas que colaboran con las juntas directivas para seguir adelante en lo que, fue toda la vida su apoyo a seres necesitados. Antonio Aragón muere a los 91 años el 23 de marzo de 2005.

## Reconocimientos
Reconocido por su labor de auxilio en emisoras radio y televisión venezolanas en favor de los ancianos y los niños, su nombre aparece en el Salón de la Fama de la Radiodifusión nacional. Es padre de Antonio Adolfo Araiz Escalada.